# Louis Joblot
Louis Joblot (9 août 1645 à Bar-le-Duc - 27 avril 1723 à Paris,) est un naturaliste français.

## Publications
- Louis Joblot, Descriptions et usages de plusieurs nouveaux microscopes tant simples que composez ; avec de nouvelles observations faites sur une multitude innombrable d'insectes, & d'autres animaux de diverses especes, qui naissent dans des liqueurs préparées, & dans celles qui ne le sont point, Paris, J. Collombat, imprimeur, 1718 (lire en ligne).